# Reykjavická aglomerace

Höfuðborgarsvæðið, aglomerace Reykjavíku

Reykjavická aglomerace, v islandštině Höfuðborgarsvæðið (česky: region hlavního města), je aglomerace islandského hlavního města Reykjavík a jeden z islandských regionů. V aglomeraci Reykjavíku žije 60 % obyvatelstva celého Islandu. Do aglomerace patří Reykjavík a dalších 6 obcí:
- Álftanes: 2 361 obyvatel
- Garðabær: 9 913 obyvatel
- Hafnarfjörður: 24 839 obyvatel
- Kópavogur: 28 561 obyvatel
- Mosfellsbær: 8 147 obyvatel
- Seltjarnarnes: 4 428 obyvatel
- Reykjavík: 117 721 obyvatel

Celkem žije v aglomeraci o rozloze 1 062 km² 195 970 obyvatel. Hustota zalidnění je 185 obyv./km² (informace jsou z prosince 2007).